# Acrocercops pharopeda
Acrocercops pharopeda är en fjärilsart som beskrevs av Edward Meyrick 1916. Acrocercops pharopeda ingår i släktet Acrocercops och familjen styltmalar. Inga underarter finns listade i Catalogue of Life.